# Тресочка Эсмарка
 Тресочка Эсмарка (лат. Trisopterus esmarkii) — вид морских лучепёрых рыб из семейства тресковых. Распространены в северо-восточной части Атлантического океана и прилегающих областях Северного Ледовитого океана. Ценная промысловая рыба.

## Описание
Тело вытянутое, овальной формы, сужается к хвостовому стеблю, покрыто циклоидной чешуёй. Максимальная высота тела меньше длины головы. Нижняя челюсть немного длиннее верхней. Глаза большие, их диаметр равен длине рыла и составляет 32—34% длины головы.
Подбородочный усик небольшой. Три спинных плавника, с небольшими промежутками между основаниями. Два анальных плавника, их основания соединяются между собой. Начало первого анального плавника находится на линии окончания первого спинного плавника. Основание первого анального плавника длинное, в два раза превышает длину основания первого спинного плавника. Окончания грудных плавников заходят за начало первого анального плавника. Боковая линия тёмная, непрерывная, тянется от головы до хвостового стебля с небольшим изгибом в районе середины первого спинного плавника. На голове есть поры боковой линии. В брюшных плавниках есть удлинённые лучи. Хвостовой плавник с небольшой выемкой.
Верхняя часть тела и головы серо-коричневая, бока серебристые, брюхо белое. В верхней части оснований грудных плавников имеется тёмное пятно.
Максимальная длина тела 35 см, обычно около 20 см.

## Ареал и места обитания
Распространены в северо-восточной части Атлантического океана и прилегающих областях Северного Ледовитого океана. Южная граница ареала —-  Бискайский залив. Далее на север у Британских островов, Исландии, Фарерских островов, в Северном море и вдоль побережья Скандинавии. В юго-западной части Баренцева моря обнаружены у острова Медвежий и архипелага Шпицберген. 

## Биология
Морские бентопелагические и пелагические рыбы. Обитают на континентальном шельфе как у дна над илистыми грунтами, так и в пелагиали на глубине от 50 до 400 м, в основном 100—200 м, при температуре от 0,6 до 6,5 °С.

### Размножение и развитие
Впервые созревают в возрасте два—три года при длине тела 14—20 см. Основные районы нереста расположены вблизи берегов Шотландии, Норвегии, Фарерских островов и Исландии. Нерестовый сезон продолжается с января до июля с пиком в марте—мае. Плодовитость варьируется от 27 тысяч до 384 тысяч икринок. Икра и личинки пелагические. Икра мелкая, диаметром 1—1,3 мм, без жировой капли. Длина предличинок при вылуплении 3,0—3,2 мм. Тресочка Эсмарка характеризуется довольно быстрым ростом, годовики достигают длины 13 см, а двухгодовики — 19 см. Максимальная продолжительность жизни 5 лет.

### Питание
Питаются в толще воды планктонными ракообразными (копеподы, амфиподы, креветки, эуфаузиды), а также мелкими рыбами, икрой и личинками.

## Взаимодействие с человеком
Тресочка Эсмарка является ценной промысловой рыбой. Активный промысел начали вести с начала 1960-х годов. Максимальные уловы достигнуты в 1974 году — 878 тысяч тонн. В 1980-х годах мировые уловы тресочки Эсмарка варьировались от 277 до 553 тысяч тонн. С начала 2000-х годов отмечено значительное снижение уловов. Больше всех ловят Дания, Норвегия и автономный регион Фарерские острова
| Год                   | 2005 | 2006  | 2007 | 2008 | 2009 | 2010  | 2011 | 2012 | 2013  | 2014 | 2015 | 2016 |
| Мировые уловы, тыс. т | 0,35 | 54,35 | 4,8  | 39,2 | 57,3 | 137,1 | 7,35 | 32,9 | 85,85 | 48,4 | 64   | 63.4 |

Промысел осуществляется донными и пелагическими тралами. Идёт на производство рыбной муки и рыбьего жира.